# Les Joueurs de Titan
Les Joueurs de Titan (titre original : The Game-Players of Titan) est un roman de science-fiction de Philip K. Dick écrit et paru en 1963 aux États-Unis. La première parution de ce roman en France date de 1978.

## Résumé
L'histoire se déroule dans un futur où une guerre a ravagé la surface de la planète Terre, tuant la quasi-totalité des humains. De plus, les survivants sont presque devenus stériles à cause des radiations (avoir un enfant est appelé « avoir de la chance »). En contrepartie, l'espérance de vie s'est vue prolongée grâce à l'ablation d'une glande. Il reste environ  trois millions de terriens en vie qui doivent cohabiter avec les Vugs, des extraterrestres venus de Titan. Cette espèce a mis en place le Jeu – mélangeant le hasard des dés au bluff – devenu le principal enjeu de la vie de certains Terriens. Il permet, par exemple, de gagner un pays. Ou de perdre sa femme.
Le livre raconte les péripéties de Pete Garden. C'est un « Possédant », c'est-à-dire une personne ayant une propriété lui permettant de jouer au Jeu. Il vient de perdre sa propriété sur Berkeley et sa femme. Il demande à un ami de l'aider à récupérer Berkeley et est remarié à une femme extérieure à son groupe de jeu. Ce groupe, le Pretty Blue Fox, apprend par la même occasion que Berkeley a été achetée par un joueur très réputé, possédant notamment New York et qui menace de prendre possession de toutes leurs propriétés. L'intrigue se joue autour du meurtre de ce personnage nommé Jerome « Lucky » Luckman. En parallèle, il est aussi question des relations entre Pete, sa femme, son ex-femme et une troisième dotée de pouvoirs « psioniques ».